# Noordwijkerhout

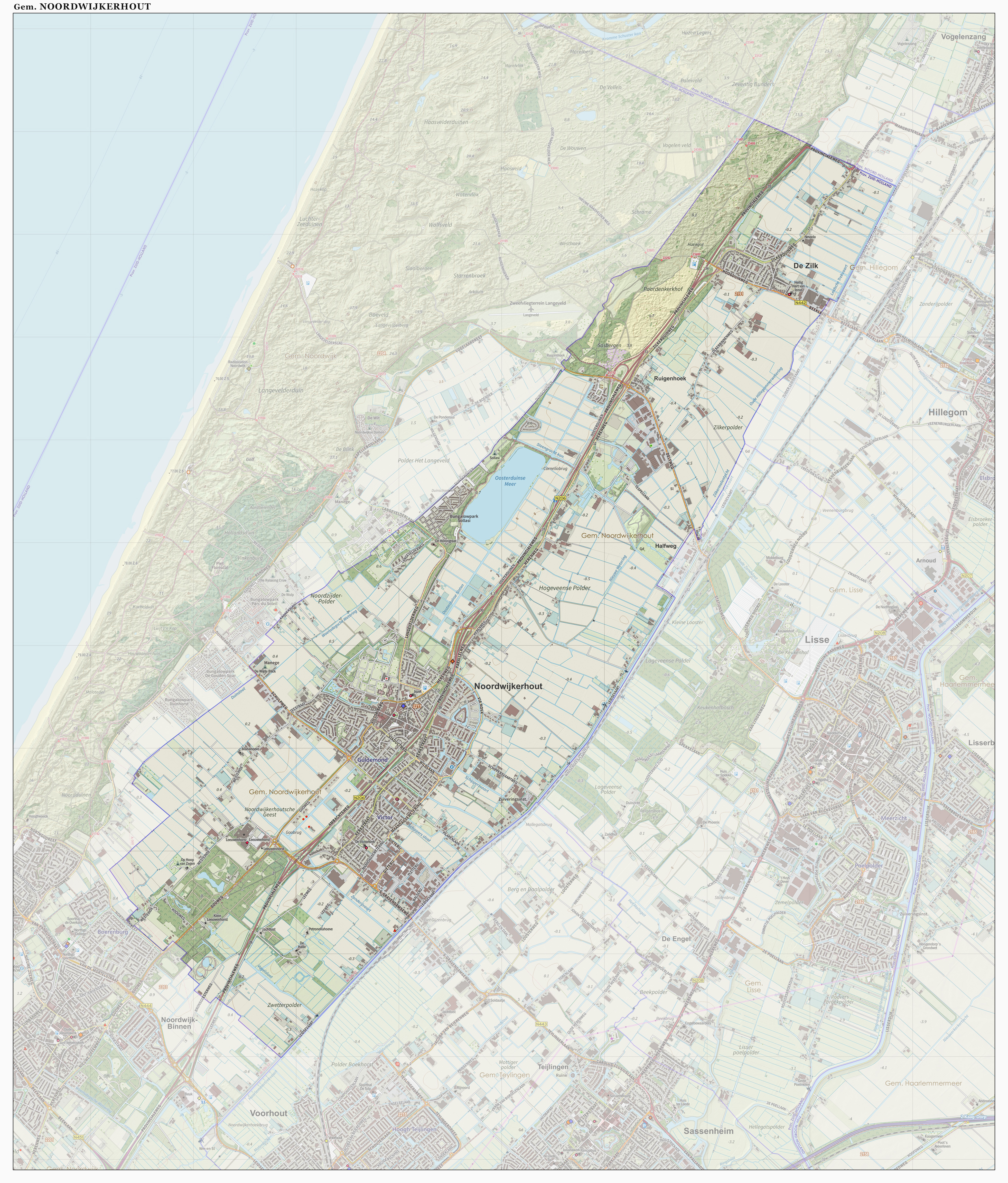
Mapa topográfico de la ciudad

Noordwijkerhout es una localidad holandesa de Holanda Meridional. Cubre un área de 23,42 km², de los cuales 0,81 km² son agua. De acuerdo con el censo de 2014, tenía una población de 15.976 habitantes.
La localidad se encuentra dentro de la región de Duin- en Bollenstreek, conocida por el cultivo y producción de tulipanes.
El municipio incluye la localidad de De Zilk.

## Galeria

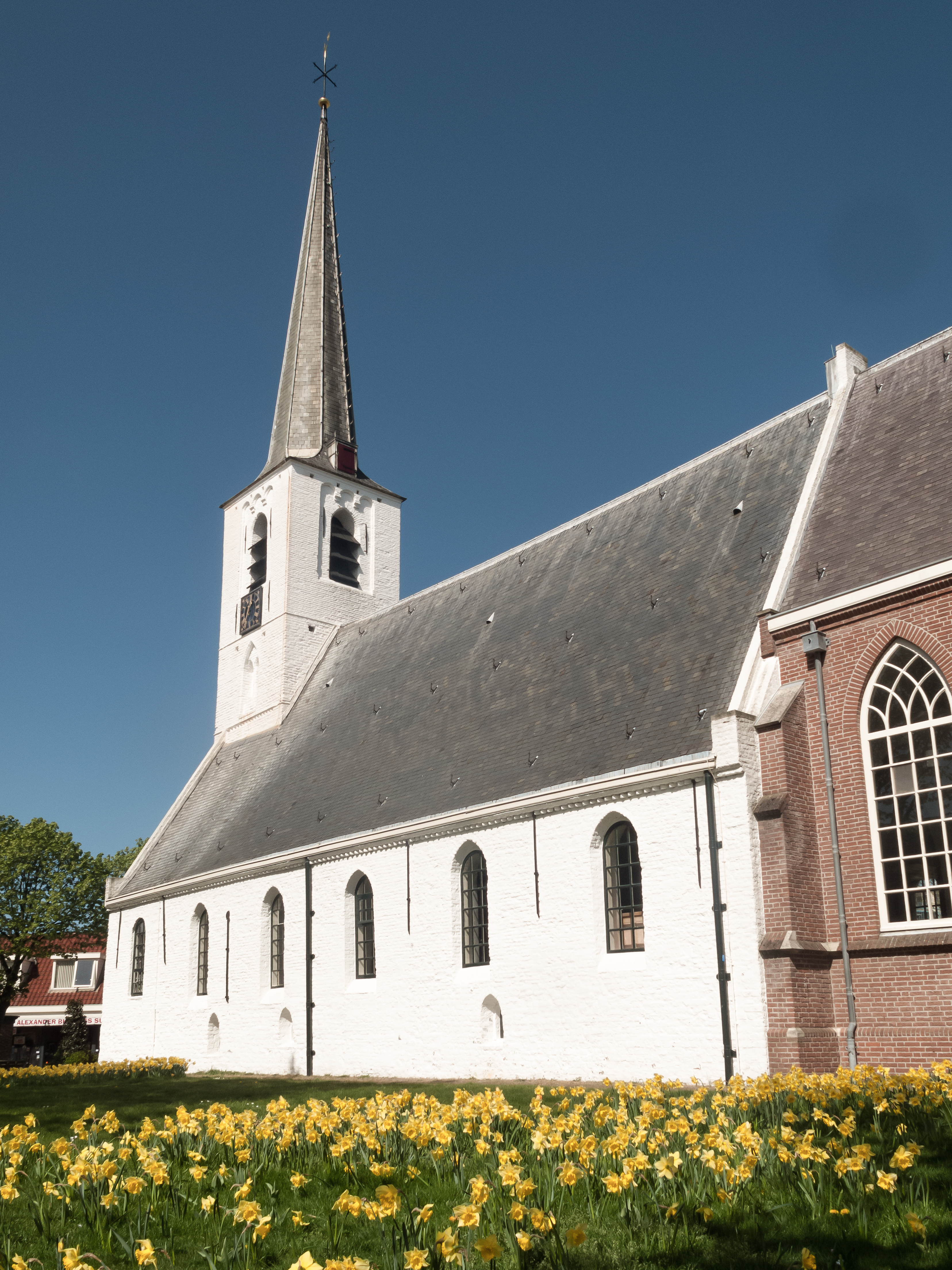
La iglesia: Witte Kerk
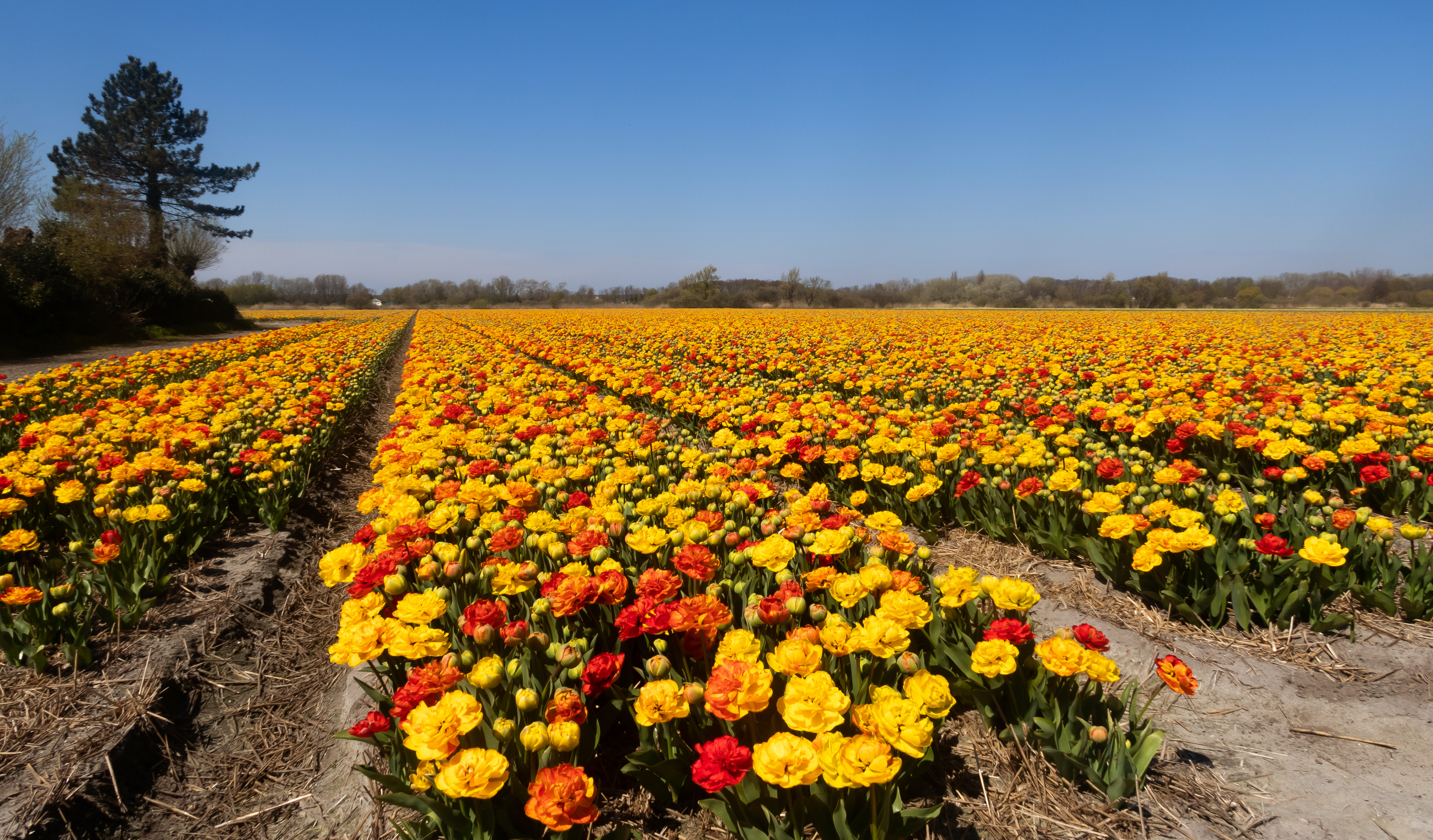
El campo en el Oosterduinen con tulipanes dobles amarillo-rojo
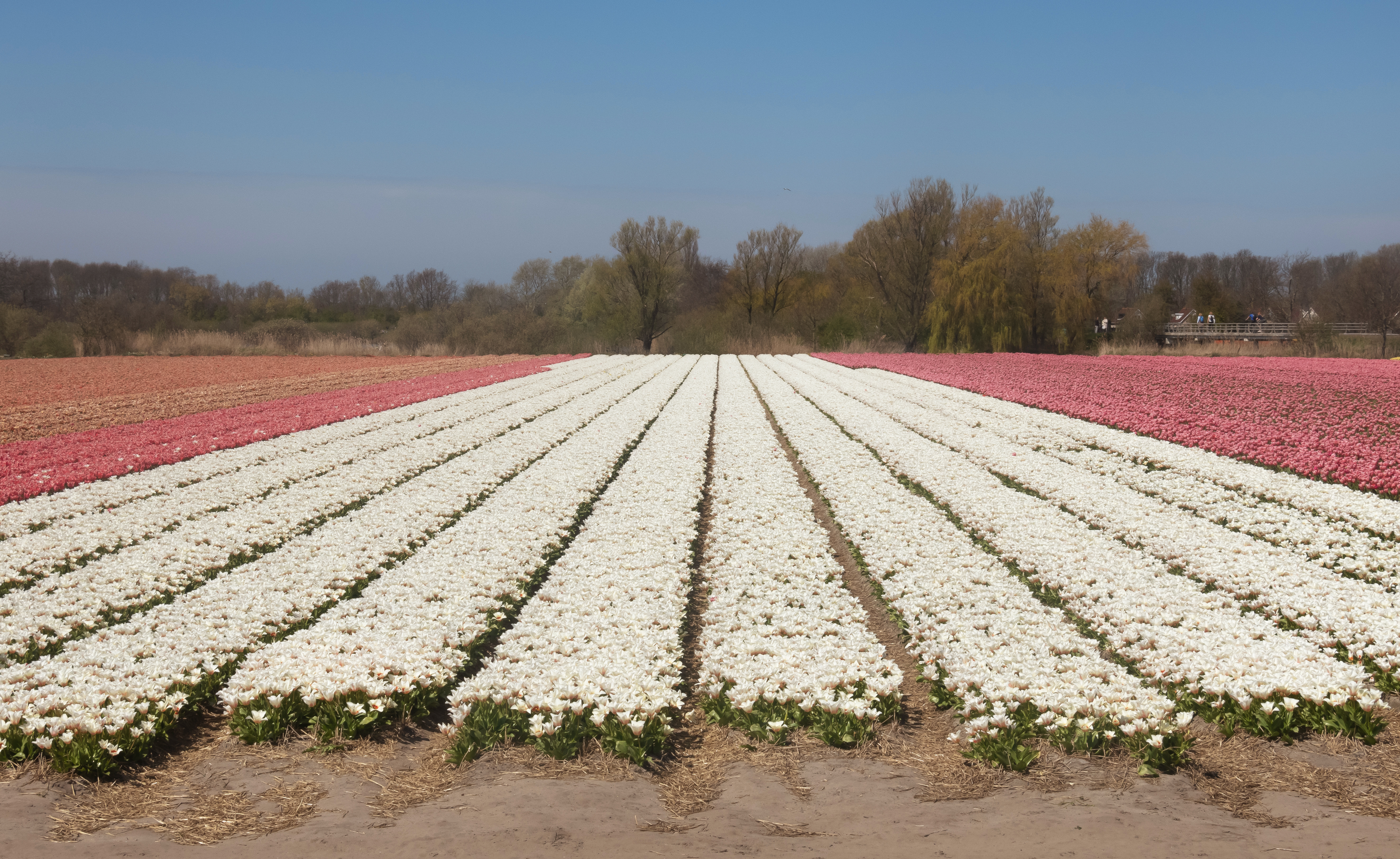
El campo con tulipanes en los Oosterduinen
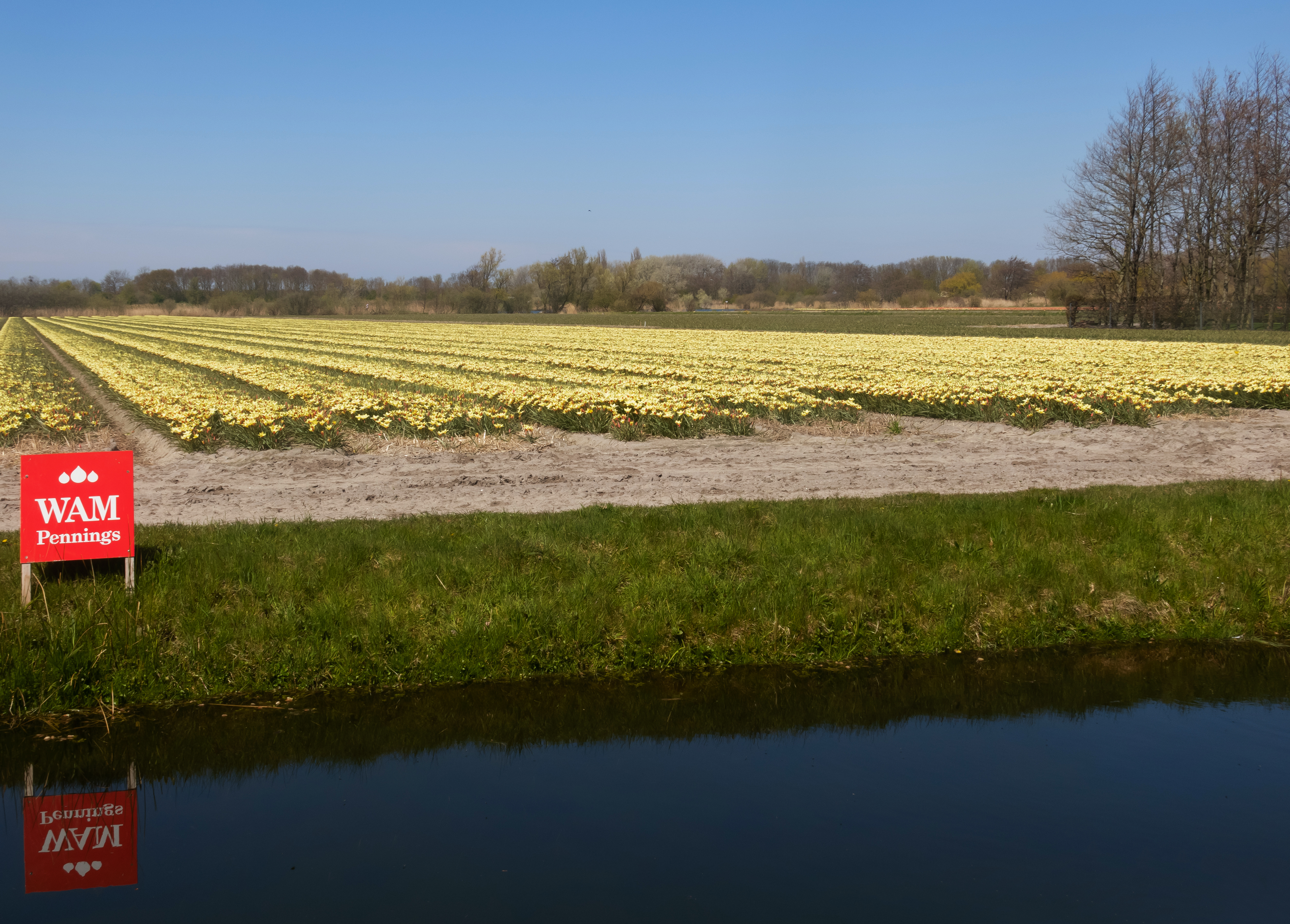
El campo con tulipanes en los Oosterduinen
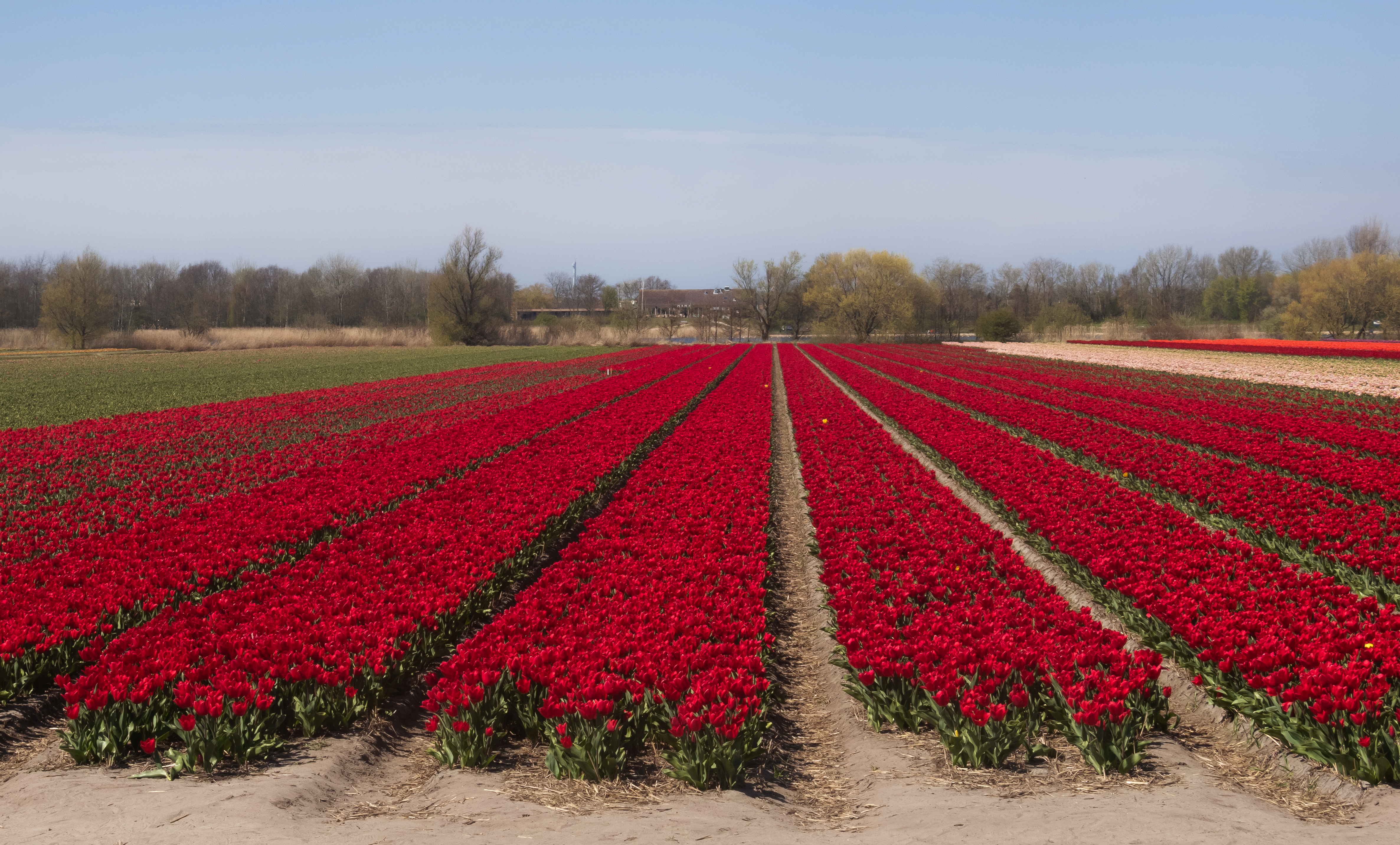
El campo con tulipanes en los Oosterduinen
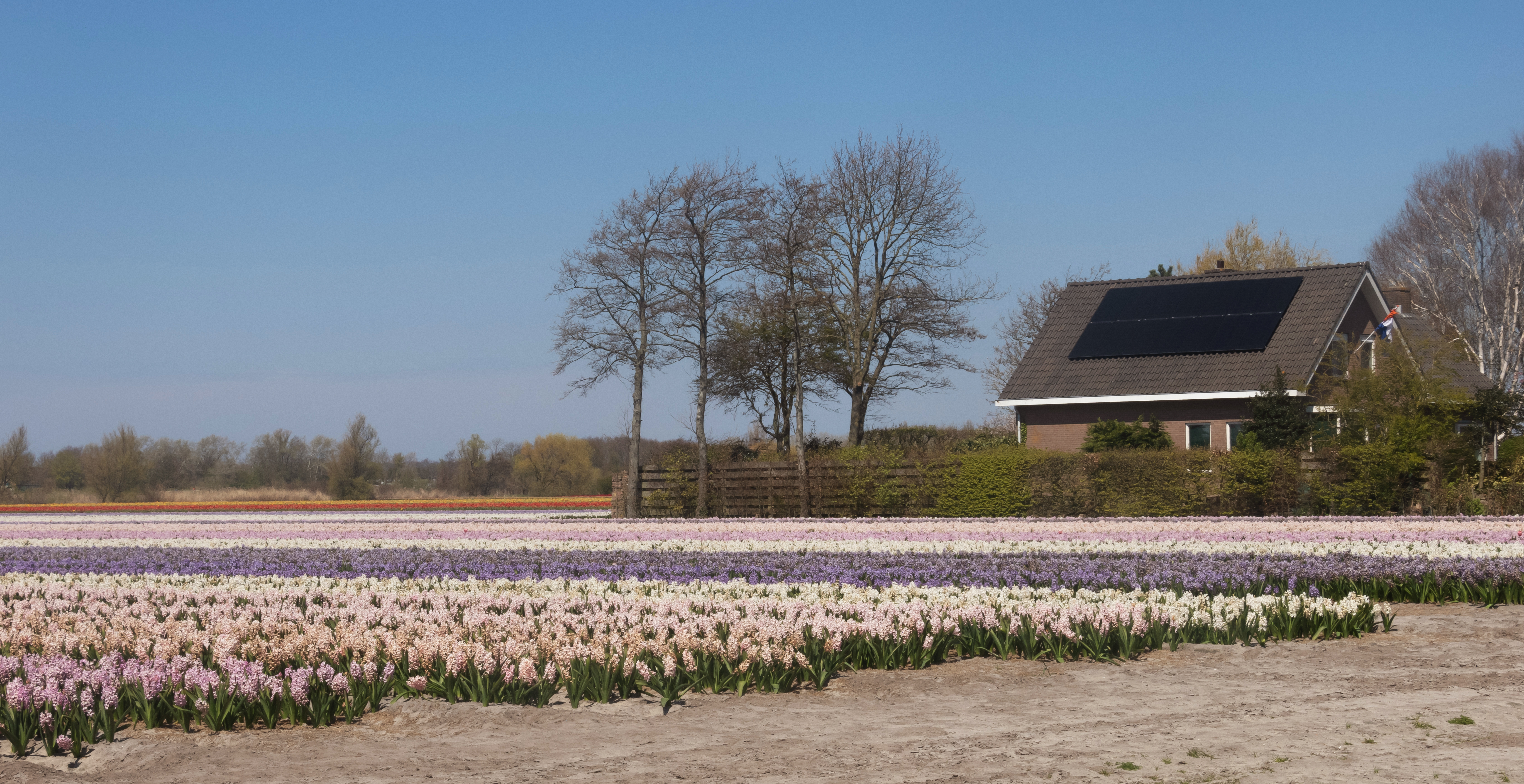
El campo con jacintos en los Oosterduinen

## Historia
Noordwijkerhout se encuentra situado entre las dunas del litoral que dan muestra de que la zona estuvo habitada desde tiempos prehistóricos. Hallazgos arqueológicos al norte de la ciudad revelaron la existencia de artilugios y herramientas datadas de antes de Cristo.
Durante la época Romana, la región estuvo habitada por una tribu germánica llamada: Cananefates, llamada así por el escritor romano Tácito.